# Qiu Qiyuan
Qiu Qiyuan (Fujian, 24 de maio de 2007) é uma ginasta artística chinesa.

## Carreira

### Júnior
Qiu começou a fazer ginástica quando tinha quatro anos.
No Campeonato Chinês Júnior de 2019, Qiu ganhou a medalha de bronze geral na categoria Sub-13. Nas finais do evento, ela ganhou a prata na trave de equilíbrio e no solo. Então, nos Jogos Nacionais da Juventude de 2019, ela ganhou a medalha de prata no geral na divisão de espoir. Então, nas finais do evento, ela ganhou o ouro na trave de equilíbrio e no solo e a prata nas barras assimétricas atrás de Huang Zhuofan. No Campeonato Chinês Júnior Individual de 2020, ela terminou em quinto lugar no geral e ganhou o bronze nas barras assimétricas na categoria Sub-14.
Qiu competiu no Campeonato Chinês de nível sênior em 2021 e terminou em décimo no geral e sétimo na trave de equilíbrio. Então, nos Jogos Nacionais, ela ganhou a medalha de bronze na trave de equilíbrio atrás de Zhou Yaqin e Ou Yushan. Ela também terminou em quinto no geral e sexto com a equipe provincial de Fujian. No Campeonato Chinês de 2022, ela ganhou a medalha de ouro na trave de equilíbrio. Ela terminou em sétimo no geral e quarto nas barras assimétricas.

### Sênior
Qiu tornou-se elegível por idade para a competição internacional sênior em 2023. Ela fez sua estreia internacional sênior na Copa do Mundo de Doha. Ela terminou em sexto nas barras assimétricas e em sétimo na trave de equilíbrio. Então, na Copa do Mundo de Baku, ela ganhou a medalha de ouro nas barras assimétricas. Ela ganhou os títulos nacionais chineses no geral, barras assimétricas e trave de equilíbrio. Em junho, ela foi escolhida para a equipe do Campeonato Asiático da China junto com Zhang Qingying, Zhang Xinyi, Zuo Tong e Jia Ruoyi. A equipe ganhou o quarto título consecutivo da equipe do Campeonato Asiático da China. Individualmente, Qiu ganhou a medalha de ouro geral com uma pontuação de 54.932.
Qiu foi selecionada para competir em Antuérpia para o Campeonato Mundial de 2023. A equipe chinesa consistia em Ou Yushan, Zhang Qingying, Zhou Yaqin e Huang Zhuofan, com Wu Ran como suplente. Qiu se classificou para as finais individuais gerais e de barras assimétricas. A equipe China terminou em quarto lugar na final por equipes, atrás dos Estados Unidos, Brasil e França. Qiu também terminou em quarto lugar na final individual geral, atrás de Simone Biles, Rebeca Andrade e Shilese Jones. Na final de barras assimétricas, ela se tornou campeã mundial com uma pontuação de 15.100, superando ligeiramente Kaylia Nemour da Argélia.
Em março de 2024, Qiu competiu no DTB Pokal Team Challenge, onde ajudou a China a vencer como equipe. Individualmente, ela ficou em primeiro lugar nas barras assimétricas e na trave de equilíbrio. No mês seguinte, ela competiu no Campeonato Nacional Chinês, onde ganhou seu segundo título nacional geral. Ela foi selecionada para representar a China nas Olimpíadas de Verão de 2024 ao lado de Luo Huan, Ou Yushan, Zhang Yihan, Zhou Yaqin. Nos Jogos Olímpicos, Qiu ajudou a China a se classificar para a final da equipe em terceiro lugar. Individualmente, ela se classificou para as finais geral e de barras assimétricas. Durante a final da equipe, ela contribuiu com pontuações no salto, barras assimétricas e trave de equilíbrio para o sexto lugar da China. Durante a final geral, Qiu ficou em sétimo lugar. Para a final de barras assimétricas, Qiu realizou uma rotina excepcional, ganhando 15.500, sua maior pontuação de toda a competição. Ela ganhou a medalha de prata atrás de Kaylia Nemour, que postou uma pontuação de 15.700.